# Бернард (епископ Женевы)
Бернард (лат. Bernardus; IX век) — епископ Женевы в конце IX века.

## Биография
О происхождении и ранних годах жизни Бернарда сведений в исторических источниках не сохранилось. Все свидетельства о нём относятся уже к тому времени, когда он был главой Женевской епархии. Когда Бернард взошёл на епископскую кафедру в Женеве, точно не установлено. Предыдущим известным здешним епископом был Оптанд, упоминавшийся в современных ему документах в 881 или 882 году и, возможно, скончавшийся в 889 году. Как преемник Оптанда Бернард указан в наиболее раннем из сохранившихся средневековых списков глав Женевской епархии, созданном в XI веке при епископе Фредерике.
Единственное достоверное свидетельство о Бернарде как главе Женевской епархии относится к 892 или 899 году. В написанном тогда тремя иерархами — архиепископом Берноном Вьенским и епископами Исааком Гренобльским и Исааком Валанским — послании к королю Верхней Бургундии Рудольфу I епископ Женевы обвинялся в отказе приехать 29 сентября того года на поместный собор во Вьен, где над ним должен был состояться церковный суд. В другом письме те же прелаты требовали от клириков Женевской епархии прибыть на запланированное в Аосте новое судебное заседание, на котором должна была решаться судьба их епископа. В чём состояли преступления Бернарда, в документах не сообщалось. О дальнейшей жизни Бернарда сведений не сохранилось. Его преемником в Женевской епархии был епископ Рикульф.